# Димитрије Милаковић
Димитрије Милаковић (Јасеница, 6. октобар 1805 — Дрезден, 27. август 1858) био је српски филолог и историчар.
Служио је као лични секретар владике Петра II Петровића Његоша од 1831. до владичине смрти 1851. Активно је радио на реализацији Његошевог програма културно-просветног развоја земље и био уредник првог црногорског часописа Грлица (1835—1839).
У свом књижевнојезичком концепту, Милаковић се може описати као умерени вуковац. Међутим, његово инсистирање на старијој ортографији и елементима морфолошког система (архаичном суперлативу и партиципу) га је великим делом гурнуло у заборав.

## Биографија
Димитрије Милаковић родио се у селу Јасеници код Мостара 6. новембра 1805. године. Као мали, преселио се у Мостар са оцем, кoји је преминуо док је био мало дете.
Око десете године се преселио у Дубровник са мајком и старијим братом Јованом, бежећи од куге. Јован је постао трговац, док је Димитрије, пошто је био хром на једну ногу, одабрао науку. Основну школу је завршио у Дубровнику, а гимназију у Новом Саду под професором Георгијем Магарашевићем. Завршио је филозофију у Пешти и право у Бечу.
Милаковић се сели на Цетиње 1831. године и постаје државни секретар у црногорској митрополији. Две године касније, путовао је са архимандритом Петром II Петровићем Његошем у Русију, где је ишао да прими хиротонију. Милаковић је Његошу био и лични пријатељ, као и у разним дипломатским активностима, попут утврђивања границе између Аустријског Царства и Црне Горе и утврђивања мира у Дубровнику између владике и Али-паше Ризванбеговића.
Године 1836. је поново путовао у Русију, где је боравио око годину дана. Након овога, он постаје лични секретар владике Његоша. Током боравка у Русији, примио је Орден Светог Владимира. Постао је дописни члан новооснованог Друштва српске словесности 1842. године.
Након смрти владике Петра II, путовао је са владиком Данилом у Петроград, где владика постаје световни кнез Црне Горе. У повратку, Димитрије је провео неко време у Трсту, где је тражио податке о црногорској историји. Након тога је провео две и по године у Београду, из ког се преселио код свог брата у Дубровник. У Дубровнику је био три године, и тамо се бавио књижевним пословима.
Након што је аустријска полиција запленила неке његове хартије у оквиру истраге, Димитрије је одлучио да пође за Петроград у фебруару 1858. године. Сада већ слабог здравља, разболео се у Варшави. Након што се мало опоравио, прешао је у Дрезден где је намеравао да настави лечење и одатле оде на неко време у Париз. Међутим, умро је 27. августа 1858. у Дрездену. Његов брат је поручио да се из Дрездена превезе у Липско, где је сахрањен на православном гробљу.

## Филолошки и просветитељски рад
Током службе на Цетињу, Милаковић је активно радио на реализацији Његошевог програма културно-просветног развоја земље.
Издавао је и уређивао први црногорски часопис Грлицу (1835—1839), написао прве школске приручнике Србски буквар ради учења младежи црквному и гражданскому читању (1836) и Србску грамматику састављену за црногорску младеж. Част прва (1838). Године 1849. Милаковић извештава Вука Караџића да је написао други део своје граматике, а први значајно преправио. Нажалост, други део те граматике никад није објављен а њен рукопис је у међувремену изгубљен.
Србска грамматика Димитрија Милаковића представља резултат Његошеве замисли о „преобразби пука”, Милаковићевих студија руске филолошке мисли, Вукових граматичких и полемичких списа, као и старијих граматика, посебно Мразовићевог Руководства. Милаковић се једним делом наслања на ондашње граматике руског језика Николаја Греча и Александра Востокова, одакле неке целе параграфе преноси без већих измена. Други извор и путоказ била му је Вукова граматика из 1818. 
Битно се разликује од Вука по питању ортографије, с обзиром на то да су и Србски буквар и Србска грамматика издати старом ортографијом, међутим у Србском буквару он штампа две азбуке, црквену и грађанску, у коју укључује нека Вукова "писмена" — ћ, ђ и џ. У овом погледу, Милаковић следи идеју владике Његоша, који је настојао да избегне заоштравање односа са српском црквом. Такође се разликује од Вука по питању књижевног и народног језика које јасно раздваја, с тим што за разлику од Вукових противника не наглашава нити брани улогу славеносрпског наслеђа, већ истиче народни језик као темељ, истовремено негирајући тотални раскид са старијим књижевнојезичким наслеђем. Милаковићев морфолошки систем је највећим делом у складу са Вуком и заснован је на морфолошком систему источнохерцеговачког дијалекта. Ипак, и ту се разликује од Вука увођењем архаичног суперлатива и партиципа које не познаје говорни језик. Милаковић је деловао као умерени вуковац, великим делом заборављен због својих битних скретања у односу на Вукову ортографију и морфолошки правопис.
С руског превео и прерадио Преправу за историју света Августа Лудвига фон Шлецера и прикупљао грађу за историју Црне Горе. Тако је настала његова Историја Црне Горе коју је 1856. обравио у Задру. На његову Историју се сигурно ослонио руски историчар Павле Ровински пишући своје дело о црногорској историји.